# Caitlin Leverenz

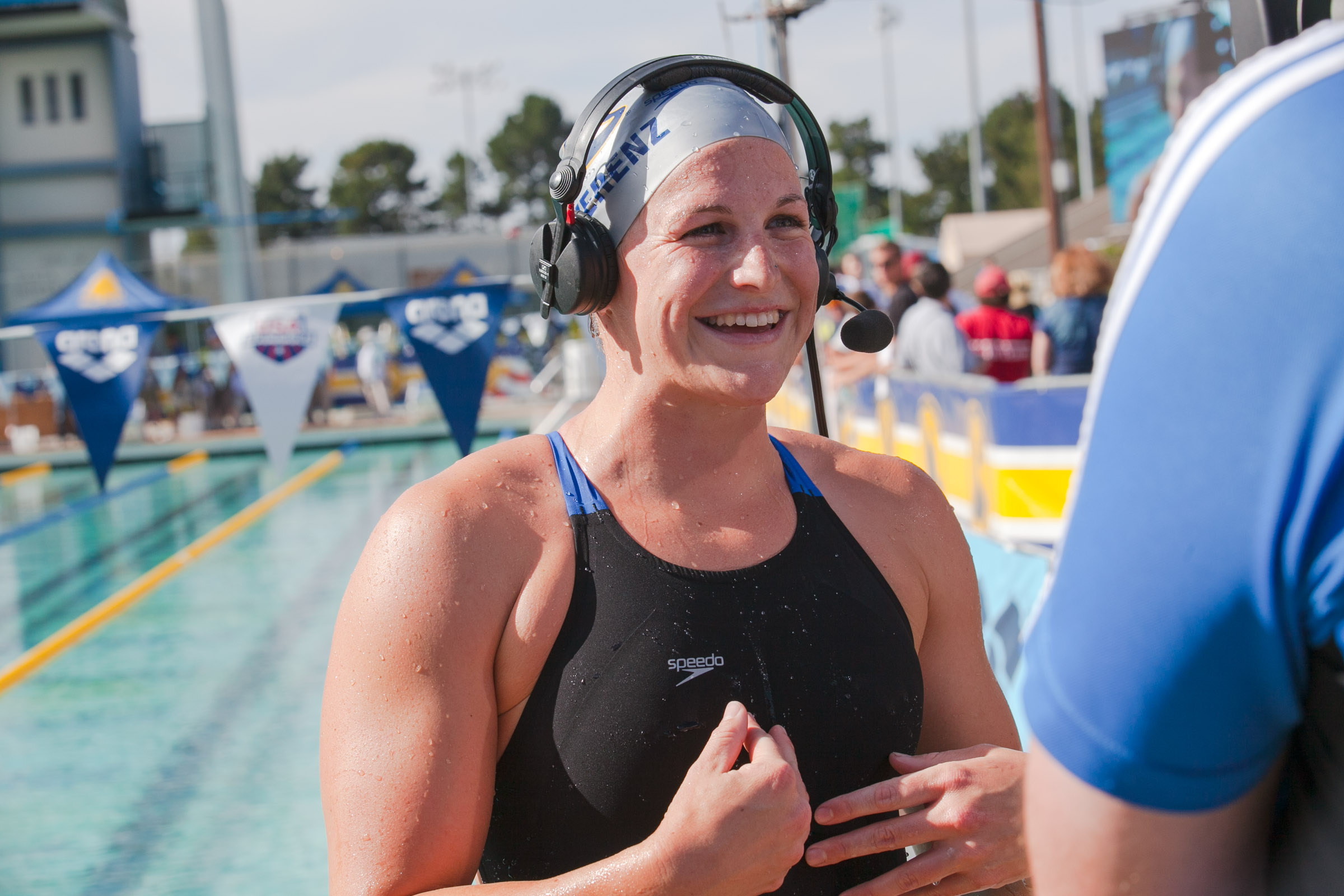
Caitlin Leverenz 2013 in Santa Clara

Caitlin Leverenz, nach Heirat Caitlin Smith (* 26. Februar 1991 in Tucson, Arizona), ist eine ehemalige Schwimmerin aus den Vereinigten Staaten. Sie gewann bei Olympischen Spielen eine Bronzemedaille sowie bei Panamerikanischen Spielen drei Goldmedaillen.

## Sportliche Karriere
Bei den Juniorenweltmeisterschaften 2006 in Rio de Janeiro gewann Leverenz den Titel über 200 Meter Lagen. Über 100 Meter Brust und über 200 Meter Brust erkämpfte sie jeweils die Bronzemedaille. Im Jahr darauf gewann sie bei den Panamerikanischen Spielen 2007, die ebenfalls in Rio de Janeiro ausgetragen wurden, den Titel über 200 Meter Lagen.
Nach der High School verließ sie Tucson, ging an die University of California, Berkeley und startete für deren Schwimmteam. Bei den Pan Pacific Swimming Championships 2010 in Irvine erschwamm sie auf beiden Lagenstrecken die Bronzemedaille. Bei den Weltmeisterschaften 2011 in Shanghai erreichte sie auf beiden Lagenstrecken das Finale. Zunächst wurde sie Fünfte über 200 Meter Lagen und hatte dabei 1,28 Sekunden Rückstand auf die Bronzemedaille. Sechs Tage später belegte sie den achten Platz über 400 Meter Lagen.
Im Jahr darauf bei den Olympischen Spielen in London fand zunächst der Wettbewerb über 400 Meter Lagen statt. Leverenz erreichte das Finale mit der achtschnellsten Vorlaufzeit. Im Finale schlug sie zeitgleich mit der Australierin Stephanie Rice als Sechste an, beide hatten über zweieinhalb Sekunden Rückstand auf die drittplatzierte Chinesin Li Xuanxu. Zwei Tage später begann der Wettbewerb über 200 Meter Lagen. Im Vorlauf war Leverenz Drittschnellste hinter der Chinesin Ye Shiwen und Kirsty Coventry aus Simbabwe. Im Zwischenlauf war Ye Shiwen die Schnellste vor der Australierin Alicia Coutts und Leverenz. Diese Reihenfolge wiederholte sich im Finale, wobei Leverenz 0,8 Sekunden Rückstand auf Coutts hatte und 0,6 Sekunden Vorsprung auf die viertplatzierte Stephanie Rice.
2013 bei den Weltmeisterschaften in Barcelona war Leverenz nur über 200 Meter Lagen dabei und belegte den fünften Platz unmittelbar hinter der Olympiasiegerin Ye Shiwen. Im August 2014 bei den Pan Pacific Swimming Championships in Gold Coast erkämpfte Leverenz über 200 Meter Legen die Bronzemedaille hinter ihrer Landsfrau Maya Dirado und der Australierin Alicia Coutts. Ende 2014 nahm Leverenz an den Kurzbahnweltmeisterschaften 2014 in Doha teil. Sie wurde Sechste über 400 Meter Lagen und Fünfte über 200 Meter Lagen.
2015 gewann Leverenz bei den Panamerikanischen Spielen in Toronto den Titel sowohl über 200 Meter Lagen als auch über 400 Meter Lagen. 2016 trat Leverenz bei den Olympic Trials an, wurde aber über 200 Meter Lagen nur Vierte, nur die zwei besten Schwimmerinnen der Trials qualifizierten sich.